# José Pedro Varela (Uruguay)
José Pedro Varela es una ciudad uruguaya del departamento de Lavalleja.

## Ubicación
La localidad se encuentra situada en la zona norte del departamento de Lavalleja, sobre las costas del arroyo Corrales, el cual sirve de límite con el departamento de Treinta y Tres, y junto a la ruta 8.Se encuentra a 30km de la ciudad de Treinta y Tres y Dista 136 km de la capital departamental Minas y 256 km de Montevideo.

## Historia
El origen de esta ciudad data de 1870 cuando se formaron las primeras agrupaciones de casas, lo que derivó en el año 1904 al desarrollo del pueblo entonces denominado Corrales, impulsado por parte de Ceferino Lenú. En 1912 se le sumó el fraccionamiento de los campos de Bernardo Coya (118 solares).
José Pedro Varela, debe su nombre al máximo reformador de la educación del país, nombre que recibió a través de la ley 5639 de 1 de febrero de 1918 y que además le dio la categoría de pueblo. Más tarde por ley 12 553 de 16 de octubre de 1958 fue elevado a la categoría de villa  y finalmente a la categoría de ciudad el 29 de noviembre de 1967 por ley 13 631.
Esta localidad se encuentra en una zona de producción agropecuaria; su ubicación sobre la ruta 8 es estratégica.

## Población
Según el censo de 2023 la localidad de José Pedro Varela contaba con una población de 5401 habitantes.
| 1200          | 2982 | 3543 | 4077 | 4983 | 5332 | 5118 | 5401 |
| (Fuente: INE) |      |      |      |      |      |      |      |

## Municipio
Por Ley 18.653 del 15 de marzo de 2010 se creó el municipio de José Pedro Varela perteneciente al departamento de Lavalleja comprendiendo al distrito electoral SHD de ese departamento.
El municipio incluye la planta urbana de José Pedro Varela y las localidades de Retamosa, 19 de Junio y Etiopía.

## Varelenses famosos
Damián Pérez 
Mateo López  
Enzo Lucas  